# FC YPA
FC YPA var en finländsk fotbollsklubb från Ylivieska som var aktiv 1998–2017. Säsongen 2016 spelade man på Finlands tredje högsta serienivå i Tvåan. FC YPA tog över fotbollsverksamheten i Ylivieska efter att Ylivieskan Pallo gått i konkurs 1999.
Klubbens futsallag Sievi Futsal har vunnit Futsal-ligan en gång, säsongen 2014/2015. Inför säsongen 2016/2017 flyttades futsalverksamheten och Futsal-ligalicensen till föreningen Jokilaaksojen Futsalin Tuki.
I januari 2017 sökte FC YPAs styrelse föreningen i konkurs. I dess ställe bildades en ny förening FC Ylivieska.